# Malaga (gelato)
Il Malaga è una varietà di gelato spagnola, originaria dell'omonima città.

## Ricetta

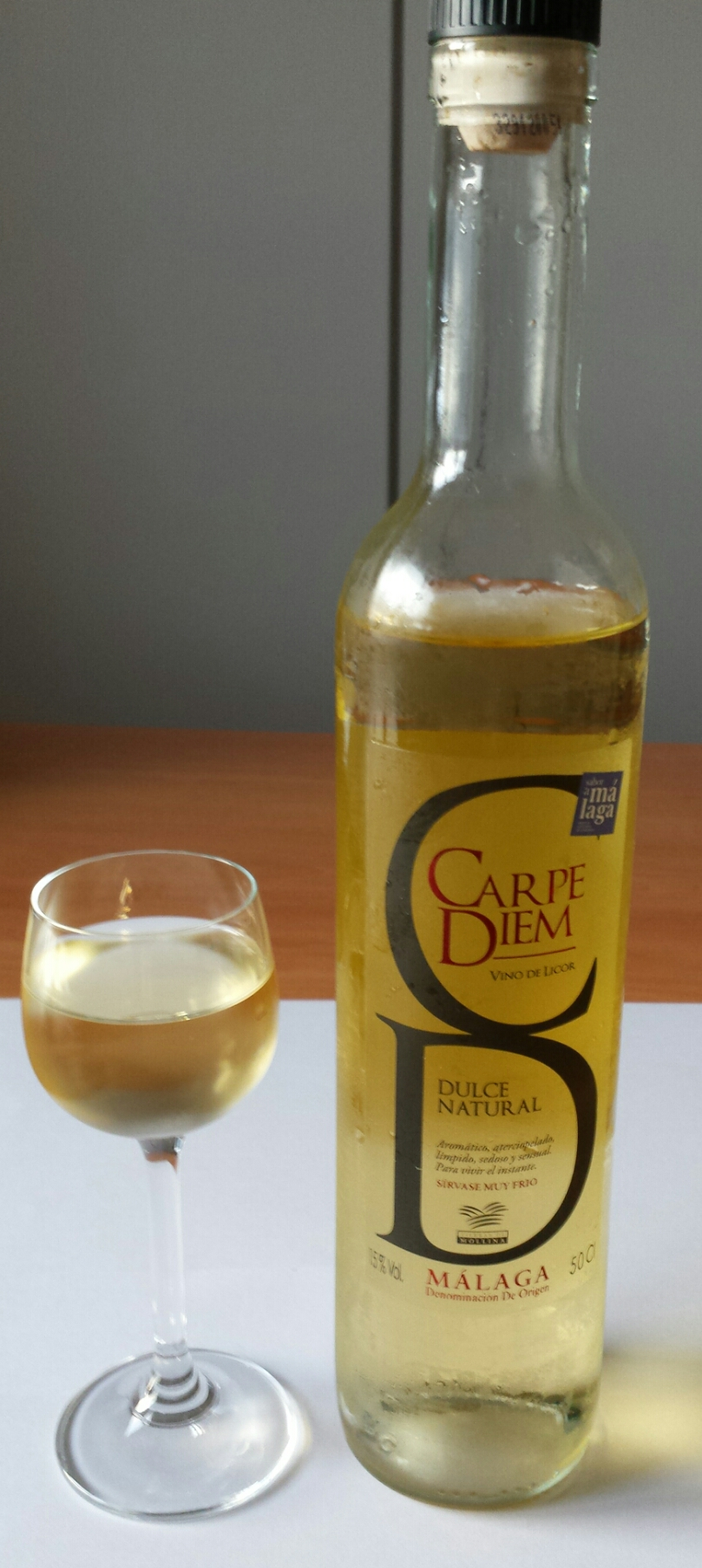
Vino Malaga

Il gelato al Malaga viene preparato partendo da una base di latte, panna, zucchero e uova, alla quale viene aggiunta dell'uva passa (del tipo Málaga), imbevuta di vino Málaga. Spesso la base viene centellinata con il vino stesso.
Nel gelato prodotto industrialmente, il vino Málaga viene sostituito dal Marsala o dal rum.